# Gyminda latifolia
Gyminda latifolia là một loài thực vật có hoa trong họ Dây gối. Loài này được (Sw.) Urb. mô tả khoa học đầu tiên năm 1904.